# 山谷风
山谷风是山风和谷风的合称，是大气环流的一种具体体现。在白天，山谷由于无法受到阳光照射，升温较慢，形成冷源，空气向山头移动，山谷地区形成上升气流，称为谷风；在夜晚，山头散热更快形成冷源，空气向山谷移动，山谷由于动力作用形成下沉气流，称为山风。由于下沉氣流擠壓上升气流易遇冷成雨，山谷地区易形成“夜雨”景观。李商隐《夜雨寄北》中“巴山夜雨涨秋池”的原理即为山谷风。拉萨降水多集中于夜晚的主要原因即为其位于山谷。